# Amandus Adamson

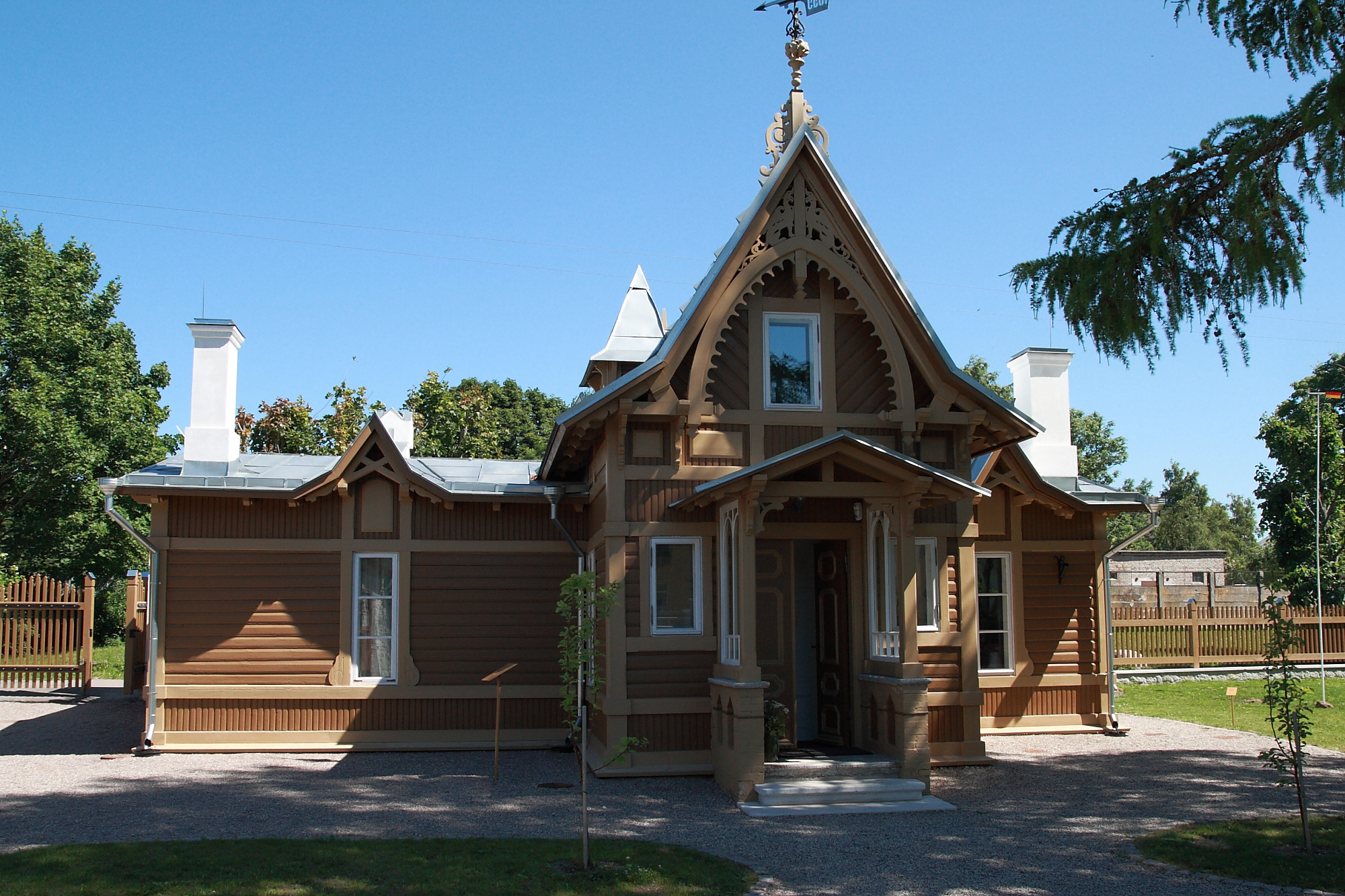
Amandus Adamsons hus i Paldiski

Amandus Heinrich Adamson, född 12 november 1855 i Uuga-Rätsepa, nära Paldiski, Guvernementet Estland i dåvarande Ryssland, död 26 juni 1929 i Paldiski, var en estländsk skulptör och målare.
Amandus Adamson växte upp i en sjömansfamilj. Han flyttade till Sankt Petersburg 1875 för att utbilda sig i konst på Ryska konstakademien. Efter examen arbetade han som skulptör och lärare i Sankt Petersburg, med uppehåll för studier 1887–1891 i Paris och Italien, där han påverkades av de franska skulptörerna Jules Dalou och Jean-Baptiste Carpeaux.
Adamsons mest kända verk, Russalkamonumentet, skapades 1902. Detta tillägnades de 177 sjömän som förolyckades då det ryska pansarklädda örlogsfartyget Russalka förliste 1893 på väg från Tallinn till Helsingfors. Det föreställer en ängel i brons, som står på en hög pelare.
I samband med den ryska revolutionen och Estlands frigörelsekrig återvände Adamson 1918 till sin hemstad Paldiski i nordvästra Estland.

## Verk i urval
- De allegoriska skulpturerna Handel, industri, vetenskap och Konstarterna på fasaden till varuhuset Jelissejef i Sankt Petersburg, brons, 1902
- Russalkamonumentet, Kadriorg i Tallinn, 1902
- Allegorisk skulptur för Singerhuset, Sankt Petersburg, 1902–1904
- Båtar som förlist, Sevastopol, 1904
- Tšempion ("Champion"), bronsskulptur över brottaren Georg Lurich, 1912
- Monument över Estniska frihetskriget, 1928, förstörd 1945
- Monument över Lydia Koidula, Pärnu. 1929

## Bildgalleri

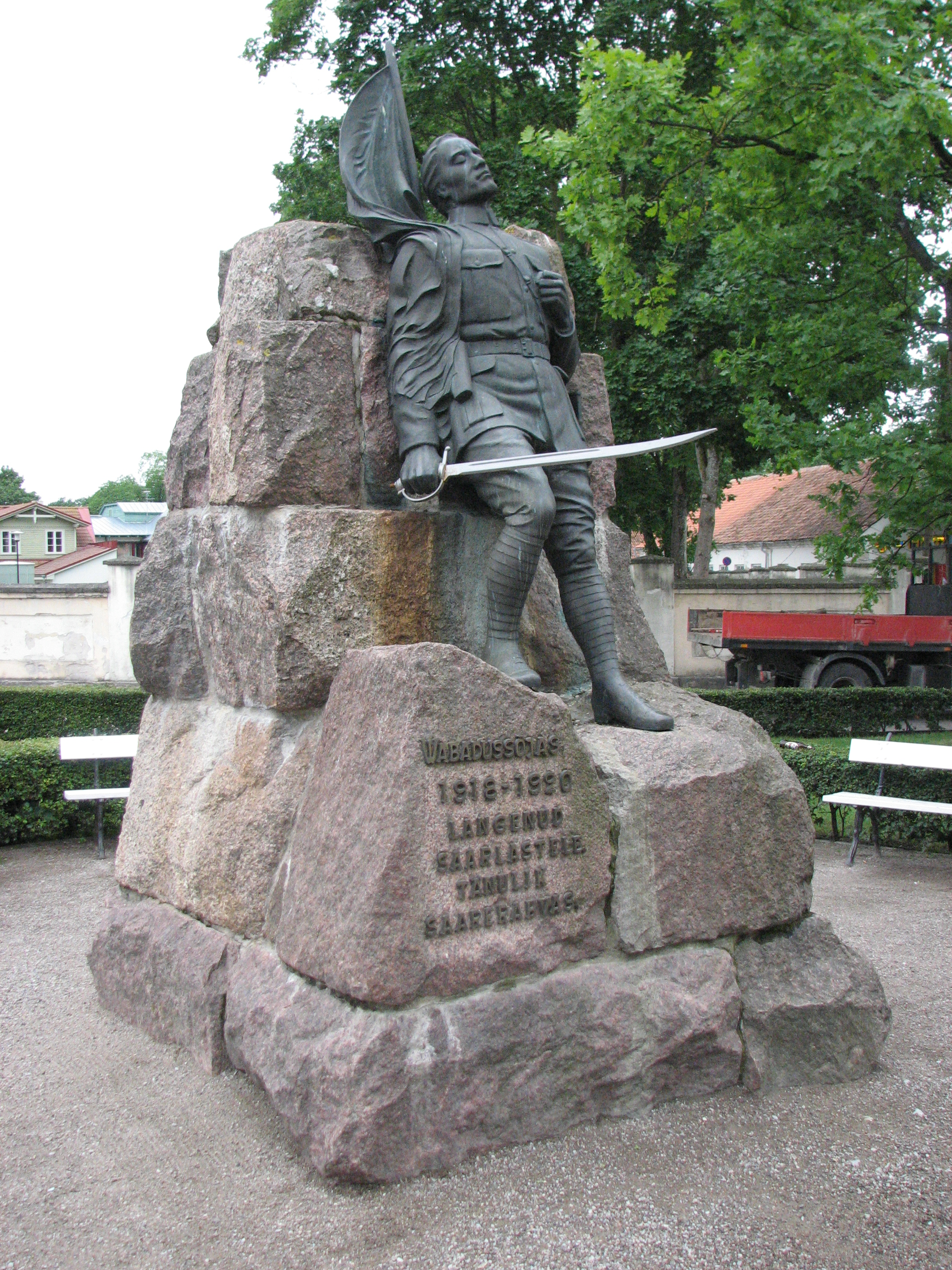
Monument över Estlands frihetskrig (original i Kuressaare)
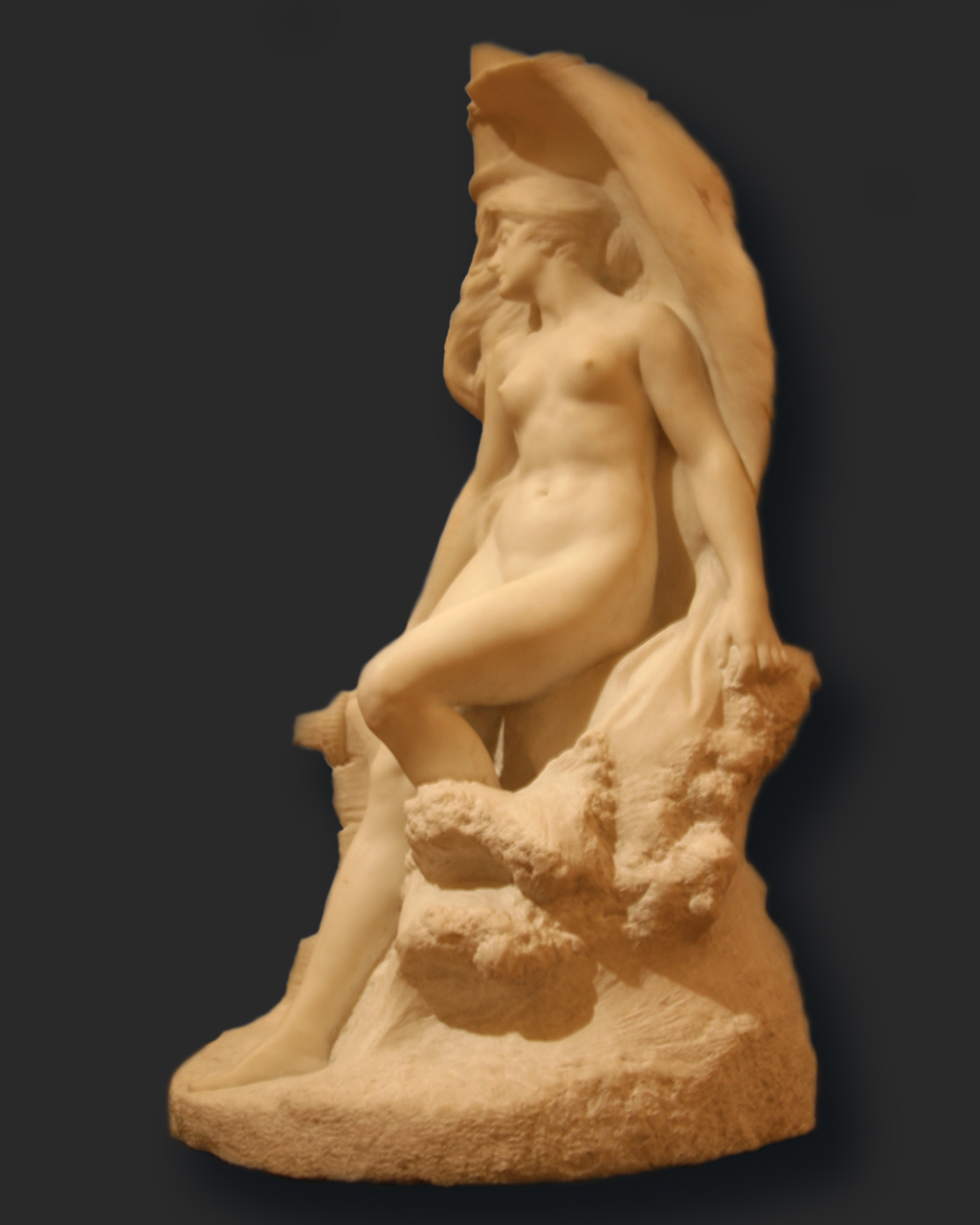
Skeppets sista stund, i oglaserat porslin, 1899
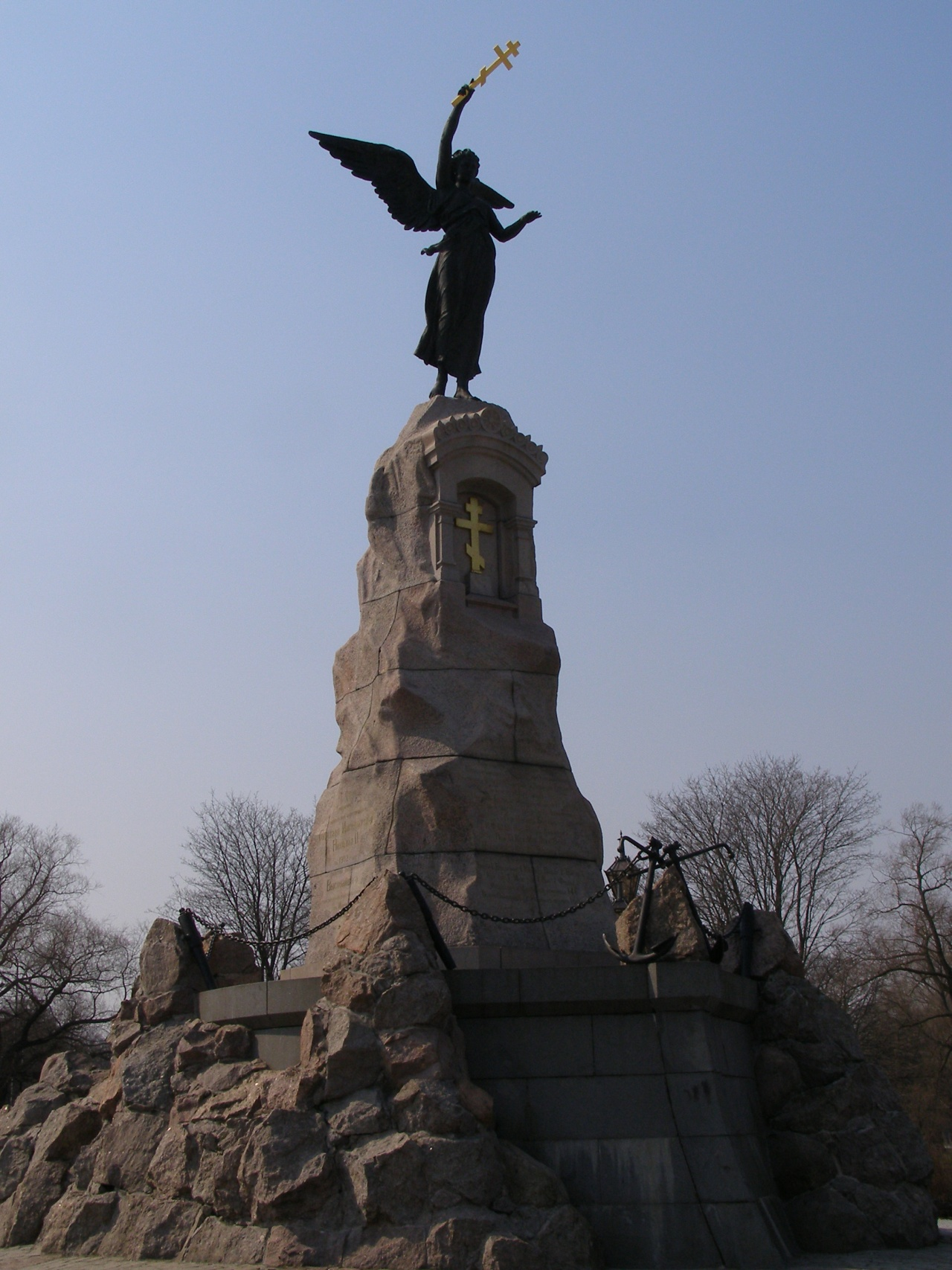
Russalkamonumentet i Tallinn
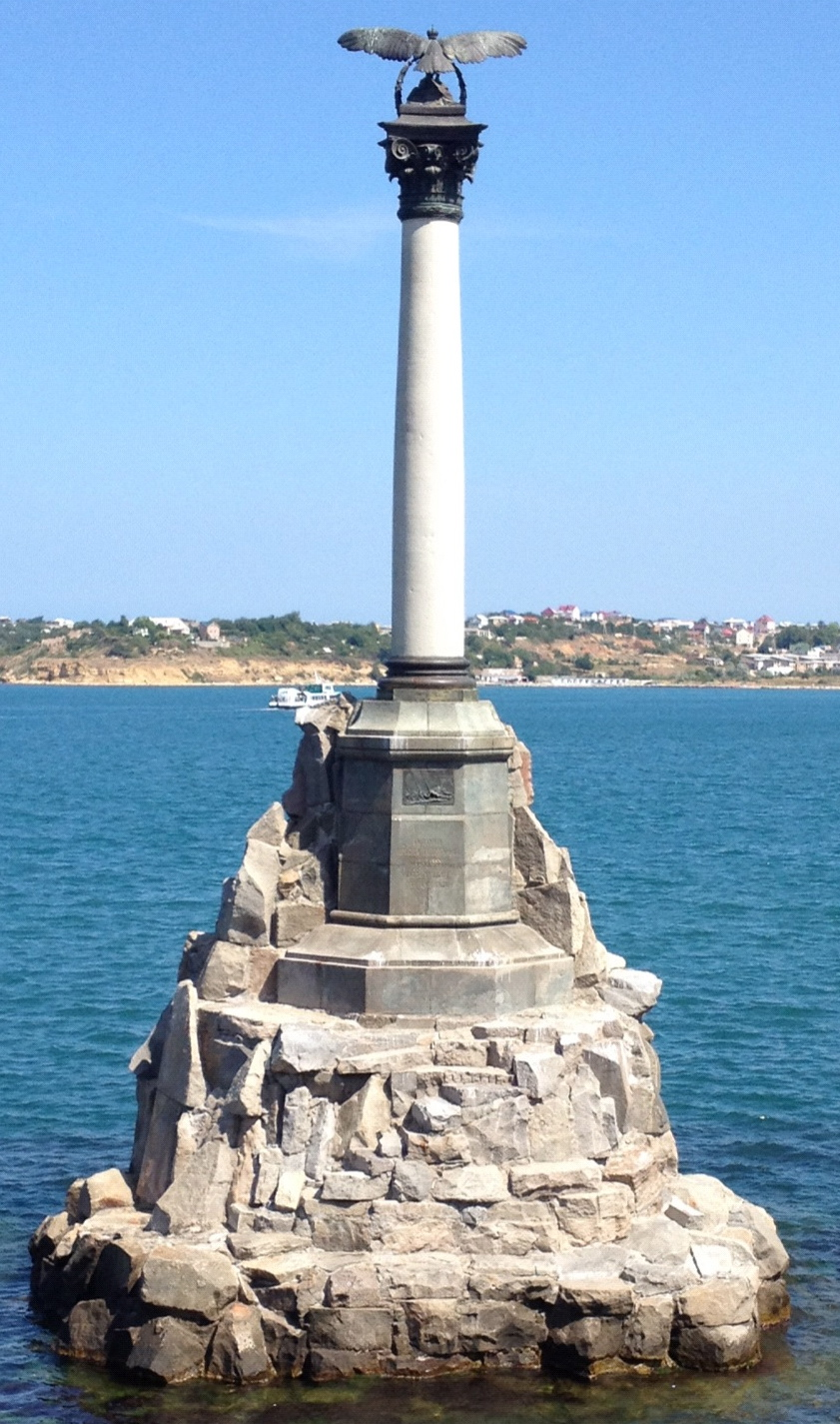
Monument över de sänkta skeppen, Sevastopol, Krim, 1905
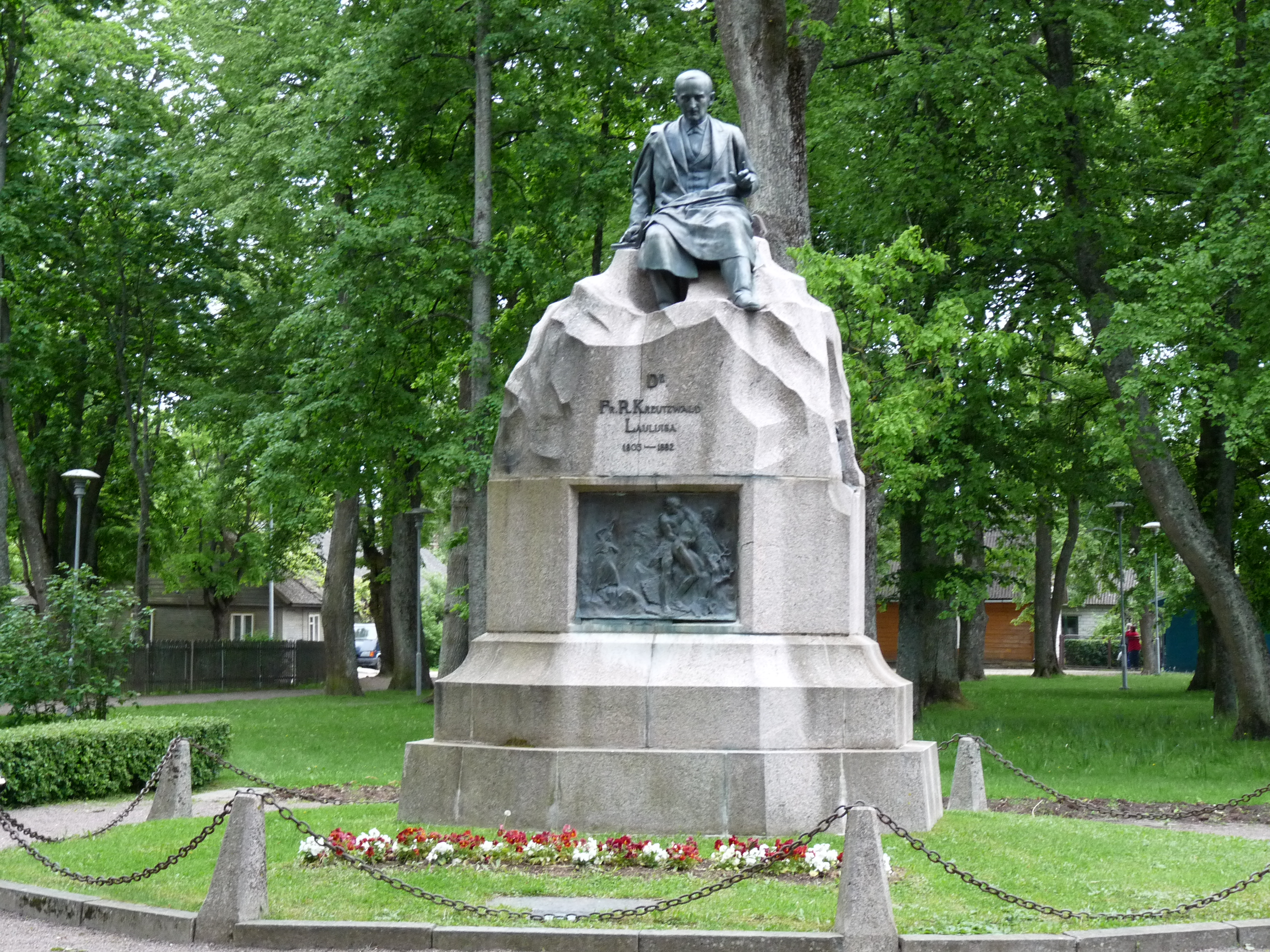
Monument över Friedrich Reinhold Kreutzwald, Võru, 1926
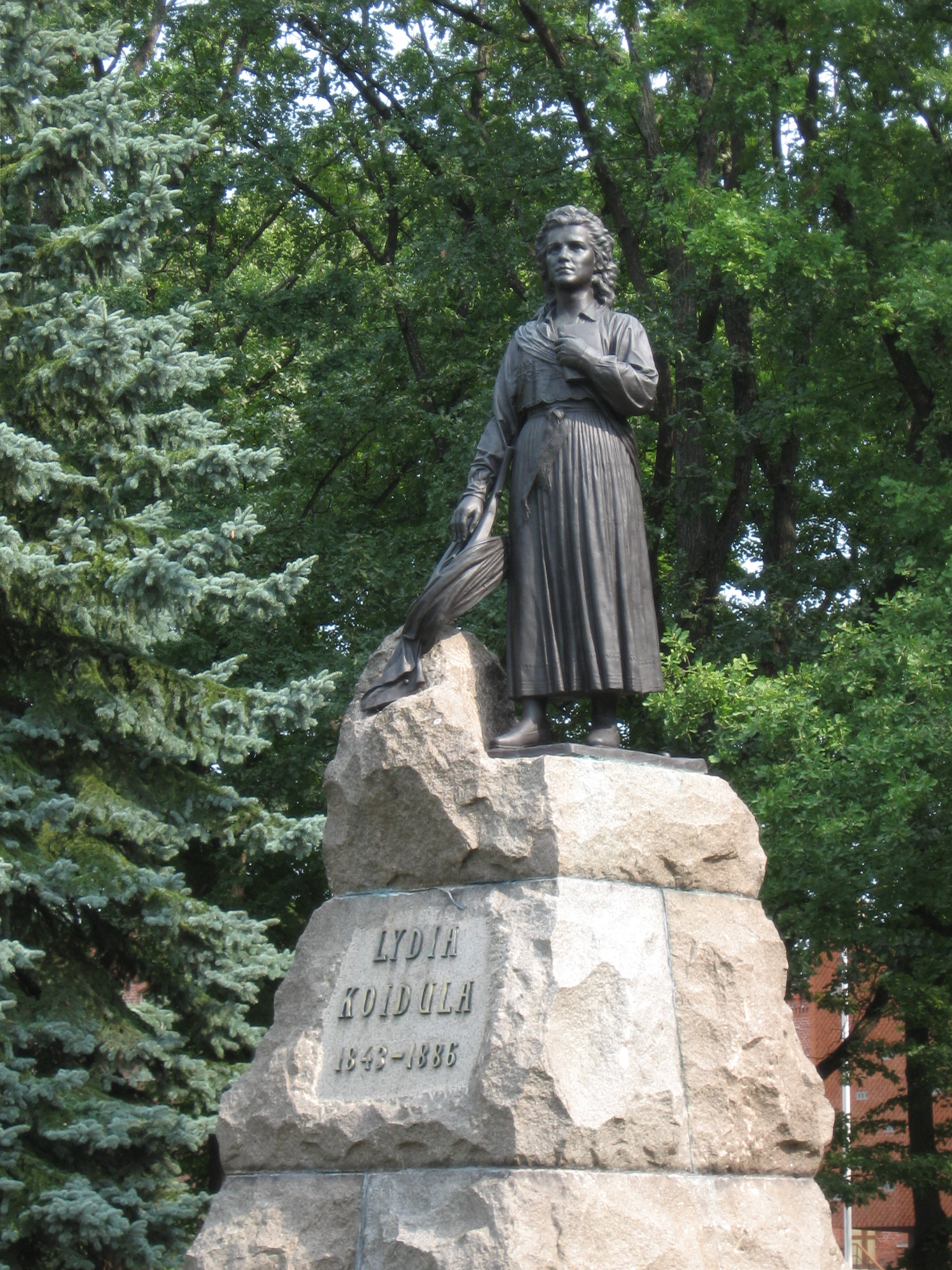
Monument över Lydia Koidula, Pärnu, 1929